# Shichi-go-san

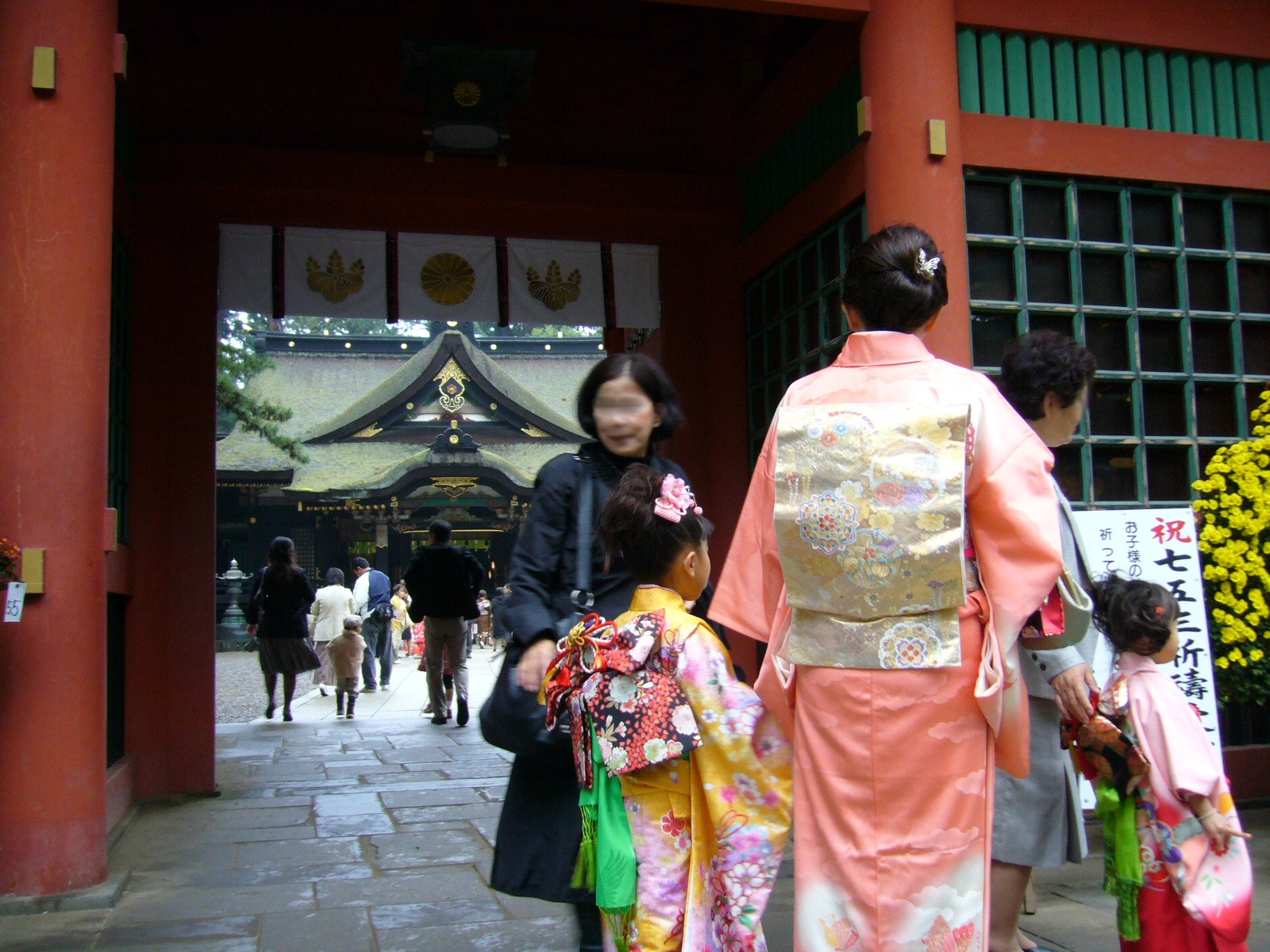
Schreinbesuch am Shichi-go-san in Katori (Chiba)

Shichi-go-san (japanisch 七五三; wörtlich: „Sieben-fünf-drei“) ist ein Fest für Kinder in Japan, wenn diese ein bestimmtes Alter erreicht haben (drei und fünf für Jungen, drei und sieben für Mädchen). Es findet am 15. November jedes Jahres statt und wird in ganz Japan, vor allem aber in der Kantō-Region begangen.
Die Kinder werden am Shichi-go-san von ihren Eltern (und oft auch Großeltern) zum Shintō-Schrein des Ujigami der Familie begleitet. Die Kinder (und oft auch die älteren weiblichen Verwandten) sind zu dieser Gelegenheit in ihren besten, traditionellen Gewändern (u. a. Kimono und Hakama) gekleidet. Am Schrein wird dann aus Dankbarkeit für das bisherige Glück und für zukünftige Gesundheit und Sicherheit gebetet. Zudem ist es Sitte, den Kindern rot-weiße Zuckerstangen namens Chitose-ame (千歳飴; wörtlich „Tausend-Jahr-Bonbon“) zu kaufen. Dieser Brauch entstand wahrscheinlich am Kanda Myōjin (神田明神) in Chiyoda oder am Asakusa-Schrein in Taitō.
Das Shichi-go-san entstand vermutlich aus der Vermischung verschiedener Übergangsriten aus der Adelsschicht und dem Samurai-Stand, die den Übertritt des Nachwuchses vom Alter des Kleinkindes (幼児, yōji) in das des Kindes (児童, jidō) markierten. Jahrhundertelang existierte das Shichi-go-san neben den verschiedensten solcher Übergangsriten (wie dem vornehmlich in der Kansai-Region begangenen, buddhistischen jūsan mairi (十三参り)). Erst seit der Taishō-Zeit entwickelte sich das Shichi-go-san zum beliebtesten Fest dieser Art.
Der 15. November ist traditionell ein glücksverheißender Tag im traditionellen japanischen Kalender, wurde aber erst unter dem fünften Tokugawa-Shōgun, Tokugawa Tsunayoshi, fest mit dem Shichi-go-san assoziiert, nachdem dieser für seinen Sohn, Tokugawa Tokumatsu (徳川徳松; 1679–1683), an diesem Datum entsprechende Riten abhalten ließ.